# Rhogeessa minutilla
Rhogeessa minutilla (Miller, 1897) è un pipistrello della famiglia dei Vespertilionidi diffuso nell'America meridionale.

## Descrizione

### Dimensioni
Pipistrello di piccole dimensioni, con la lunghezza totale tra 70 e 77 mm, la lunghezza dell'avambraccio tra 25,5 e 29,55 mm, la lunghezza della coda tra 25 e 37 mm, la lunghezza del piede tra 4 e 7 mm, la lunghezza delle orecchie tra 11 e 14 mm.

### Aspetto
La pelliccia è corta. Le parti dorsali sono fulvo-olivastre, con la base dei peli giallo-brunastra, mentre le parti ventrali sono giallo-rosate. Il muso è largo, dovuto alla presenza di due masse ghiandolari sui lati. Le orecchie sono relativamente corte, triangolari e con l'estremità arrotondata. Nei maschi sono presenti delle masse ghiandolari alla base della superficie dorsale anteriore delle orecchie. Il trago è lungo e sottile. Le ali sono attaccate posteriormente alla base delle dita dei piedi. La punta della lunga coda si estende leggermente oltre l'uropatagio, il quale è cosparso di pochi peli alla base della superficie dorsale. Il calcar è ben sviluppato e carenato.

## Biologia

### Comportamento
Si rifugia nelle cavità di tronchi morti di grossi cactus solitamente in piccoli gruppi. L'attività predatoria inizia molto presto la sera.

### Alimentazione
Si nutre di insetti volanti, in particolare di ditteri, imenotteri, lepidotteri e coleotteri.

### Riproduzione
Femmine gravide sono state catturate da febbraio a maggio, mentre altre che allattavano da giugno a settembre. 

## Distribuzione e habitat
Questa specie è diffusa nella Colombia nord-orientale, Venezuela settentrionale e sull'Isla Margarita.
Vive negli arbusteti e foreste spinose di zone aride fino a 900 metri di altitudine. Un individuo è stato catturato nelle Mangrovie di palude.

## Tassonomia
Sono state riconosciute 2 sottospecie:
- R.m.minutilla: Colombia nord-orientale, Venezuela settentrionale e Isla Margarita;
- R.m.cautiva (Soriano, Naranjo & Fariñas, 2004): Zona montana dello stato venezuelano di Mérida.

## Conservazione
La IUCN Red List, considerato il declino della popolazione di oltre il 30% negli ultimi 10 anni a causa della perdita del proprio habitat, classifica R.minutilla come specie vulnerabile (VU).